# Рукийя Султан бегим
Рукийя Султан Бегим, альтернативное написание: Рукайя, Рукайя (1542—1626) — первая и главная жена третьего императора Великих Моголов, Акбара. Она была императрицей Великих Моголов дольше всех, пребывая в должности почти пятьдесят лет.
Рукийя была двоюродной сестрой своего мужа и принцессой Великих Моголов по рождению. Её отец, Хиндал Мирза, был младшим братом отца Акбара, Хумаюна. Она была обручена с Акбаром в возрасте девяти лет и вышла за него замуж в 14, но оставалась бездетной на протяжении всего брака. Она была первой женой, также известной как «Зан-и-Калан», и была высокопоставленной женой Акбара. В более позднем возрасте она вырастила внука Акбара, Хуррама (будущего императора Шах-Джахана).

## Семья и происхождение
Рукийя Султан Бегим родилась в династии Тимуридов как принцесса Великих Моголов и была единственной дочерью принца Великих Моголов Хиндала Мирзы, младшего сына первого императора Великих Моголов Бабура от его жены Дилдар Бегум. Мать Рукийи, Султанам Бегум, была дочерью Мухаммада Мусы Хваджи и младшей сестрой Махди Хваджи, шурина императора Бабура, будучи мужем его сестры Ханзада Бегум. Рукийя была названа в честь дочери исламского пророка Мухаммеда, Рукайи бинт Мухаммад.
Самым старшим дядей Рукийи по отцовской линии был второй император Великих Моголов Хумаюн (который позже стал и её тестем), а её самой известной тетей по отцовской линии была имперская принцесса Гульбадан Бегум, автор Хумаюн-нама («Книга Хумаюна»)
Рукийя была потомком Тимура или Тамерлана Великого через его сына Миран Шаха, как и её муж Акбар.

## Брак с Акбаром
20 ноября 1551 года Хиндал Мирза погиб, доблестно сражаясь за Хумаюна в битве против их сводного брата, сил Камрана Мирзы . Хумаюн был переполнен горем после смерти своего младшего брата, который своей кровью искупил свое прежнее неповиновение, но его эмиры утешили его, сказав, что его брат был благословлен тем, что пал мучеником на службе Императору.
Из любви к памяти своего брата Хумаюн обручил девятилетнюю дочь Хиндала, Рукийю, со своим сыном Акбаром. Их помолвка состоялась в Кабуле, Афганистане, вскоре после первого назначения Акбара наместником в провинции Газни После их помолвки Хумаюн пожаловал императорской чете все богатство, армию и сторонников Хиндала, а Газни, который был одним из джагиров Хиндала, был отдан Акбару, который был назначен его наместником, а также получил командование его армии.
В период политической неопределенности после смерти Хумаюна в 1556 году Рукийя и другие женщины-члены императорской семьи жили в Кабуле. В 1557 году Рукийя приехала в Индию и присоединилась к Акбару в Пенджабе, вскоре после того, как Сикандар-шах потерпел поражение и подчинился Моголам. Её сопровождали свекровь Хамида Бану Бегум, её тетя Гульбадан Бегум и многие другие женщины-члены императорской семьи. Брак Рукийи с Акбаром был отпразднован недалеко от Джаландхара, Пенджаб, когда им обоим было по 14 лет. Отдохнув около четырёх месяцев в Пенджабе, императорская семья отправилась в Дели. Моголы наконец были готовы обосноваться в Индии.

## Ответственность за Хуррама
Рукийя стала императрицей Империи Великих Моголов в возрасте четырнадцати лет после восшествия на престол её мужа в 1556 году. Она оставалась бездетной на протяжении всего брака, но ей доверили воспитание внука Акбара, принца Хуррама (будущего императора Шах-Джахана). Акбар настоял на том, чтобы сын Джагата Госейна- Хуррам, вырос под его опекой в его дворце, а не во дворце Салима. И поэтому Хуррам вырос во дворце Акбара. Он был передан на попечение своей первой жены Рукийи султана, которая проживала в гареме Акбара, и как утверждается, она нежно воспитывала Хуррама.
Джахангир отметил в своих мемуарах, что Рукийя любила его сына Хуррама «в тысячу раз больше, чем если бы он был её собственным [сыном]». Хуррам оставался с ней, пока ему не исполнилось почти 14 лет. После смерти Акбара в 1605 году молодому принцу, наконец, было разрешено вернуться в дом своего отца, и, таким образом, он вернулся на попечение своей матери, Джагат Госайн, которую он очень любил и заботился. Хуррам в своей биографии и придворных хрониках называл свою мать Билкис Макани эпитетом " Хазрат ". Джахангир также поручил ей воспитание первой дочери Шах-Джахана, Пархез Бану Бегум.
Она оставалась одной из главных супругов Акбара с момента их свадьбы в 1557 году до его смерти в 1605 году. В первую очередь это было связано с её высоким происхождением, поскольку она была дочерью Мирзы Хиндала, принцессой Великих Моголов, а также первой женой Акбара.
Однажды Рукийя и её свекровь Хамида Бану Бегум совместными усилиями не смогли добиться помилования мусульманина -суннита, убившего шиита в Лахоре исключительно из религиозного фанатизма.
В 1607 году Джахангир организовал охотничью поездку в Кабул в сопровождении своего гарема. Рукийя во время этой поездки впервые отдала дань уважения мавзолею своего отца, Хиндала Мирзы, а позже была похоронена вместе с ним в Садах Бабура в Кабуле. В том же году Шер Афган Хан, джагирдар Бурдвана, умер, и его овдовевшая жена Мехр-ун-Нисса (впоследствии императрица Нур Джахан) была вызвана в Агру Джахангиром для обеспечения её защиты и была фрейлиной в ожидании Рукийя Султан. Учитывая ненадежные политические связи Шер Афгана перед его смертью, его семья находилась в большой опасности, и поэтому для её защиты Мехр-ун-Нисса должна была находиться при дворе Великих Моголов в Агре. Так как её муж пал с позором, и она могла справедливо ожидать только худшего. Мехр-ун-Нисса служила фрейлиной в Рукийя Бегум более двух лет. Отношения, которые сложились между Рукийей и Мехр-ун-Ниссой, похоже, были нежными. Голландский купец и писатель-путешественник Питер ван ден Бруке описал их отношения в своих «Хиндустанских хрониках»: «Эта Бегум [Рукийя] прониклась большой привязанностью к Мехр-ун-Ниссе [Нур Джахан]; она любила её больше, чем других, и всегда поддерживала её».

## Смерть
Рукийя умерла в 1626 году 5 февраля в Агре. В возрасте восьмидесяти четырёх лет, пережив своего мужа более чем на двадцать лет. Она была похоронена на пятнадцатом уровне в Садах Бабура (Баг-и-Бабур) в Кабуле, Афганистан, рядом с могилой своего отца Хиндала Мирзы по приказу Джахангира. Сады Бабура — это место последнего упокоения её деда, императора Бабура, а также её отца, Хиндала Мирзы.

## В современной культуре
- Рукийя играет важную роль в историческом романе Гарольда Лэмба «Нур Махал» (1935).[19]
- Рукийя — главный герой отмеченного наградами романа Инду Сундаресана «Двадцатая жена» (2002)[20], а также его продолжения «Праздник роз» (2003).[21]
- Рукийя — ключевой персонаж исторического романа Танушри Поддера «Дочь Нур Джахана» (2005)[22]
- Рукийя была изображена Лавиной Тандон / Смайли Сури в получившей признание критиков художественной драме Zee TV «Джодха Акбар».[23]
- Дипика Амин сыграла Рукийю в сериале Siyaasat на канале EPIC (по роману «Двадцатая жена»)[24][25].
- В исторической драме Sony TV «Бхарат Ка Вир Путра — Махарана Пратап» Рукийя изображалась Пурти Агарвалом в подростковом возрасте[26] и Фалаком Наазом во взрослом возрасте.[27]
- Вайшнави Рао сыграл Рукийю в исторической драме BIG Magic «Акбар — Рахт Се Тахт Так Ка Сафар» .
- Тасним Шейх сыграла Рукийю в художественной исторической драме Viacom 18 Colors «Дастан-и-Мохаббат: Салим Анаркали»
- Рукийя одна из главных героинь в историческом сериале «Джодха и Акбар: История великой любви»[28]